# Battaglia di Nihriya
La battaglia di Niḫriya fu il punto culminante delle ostilità tra gli Ittiti e gli Assiri per il controllo sull'ex-impero Mitanni. La battaglia si concluse con una vittoria assira.

## Antefatti
Quando il re ittita Šuppiluliuma I (r. 1344–1322 a.C. circa) conquistò Mitanni, egli creò due province (Aleppo e Karkemiš) sotto diretto controllo ittita, e distribuì parte dei territori rimanenti di Mitanni tra i suoi alleati. Il resto di quello che era stato l'impero di Mitanni sopravvisse come stato vassallo, chiamato Hanigalbat. 
Durante il regno del re ittita Muršili III (alias Urhi-Tešub), gli Assiri conquistarono Hanigalbat, prendendo così il controllo della riva orientale dell'Eufrate. Quando Hattušili III, fratello di Muwatalli II, esiliò il nipote Urhi-Tešub e salì al trono ittita, dovette rassegnarsi alla perdita permanente Hanigalbat a favore degli Assiri.
Il coinvolgimento degli Assiri in Siria continuò sotto il regno di Salmanassar I, spingendolo ad una crisi con gli Ittiti, i quali consideravano l'ingerenza assira una minaccia alle frontiere del loro impero. 
Ciò li portò a scendere in guerra, sotto il loro re Tudhaliya IV, figlio e successore di Hattušili II. La che si svolse fu noto come battaglia di Nihriya. Una letterache riferisce i dettagli della campagna e del suo esito fu mandata da Salmanassar I a Ugarit.
Un documento ittitasembrerebbe mostrare che la battaglia si sarebbe svolta durante l'anno venti del regno di Salmanassar.

## Localizzazione
L'idea che Nihriya fosse da identificare con Na’iri, sull'Alto Tigri, si è dimostrata errata, perché stando alle lettere di Mari e Dur-Katlimmu/Tell Sheikh Hamad, Nihriya si sarebbe trovata sul corso superiore del fiume Balikh.

## Esito
La battaglia si concluse con una vittoria decisiva degli Assiri, che scosse l'impero ittita, tanto che il re ittita Tudhaliya IV dovette affrontare numerose rivolte intestine. 
Le ostilità tra Assiria e Hatti continuarono per altri cinque anni, fino alla stipula di una pace tra i due regni.